# 伊塞爾區
36°43′28″N 3°40′12″E / 36.72444°N 3.67000°E
伊塞爾區（阿拉伯语：‎），是阿爾及利亞的行政區，位於該國北部，由布米爾達斯省負責管轄，首府設於伊塞爾斯，始建於1984年2月7日，面積190平方公里，2008年人口88,117，人口密度每平方公里463人。